# Ain't It Fun (chanson de The Dead Boys)

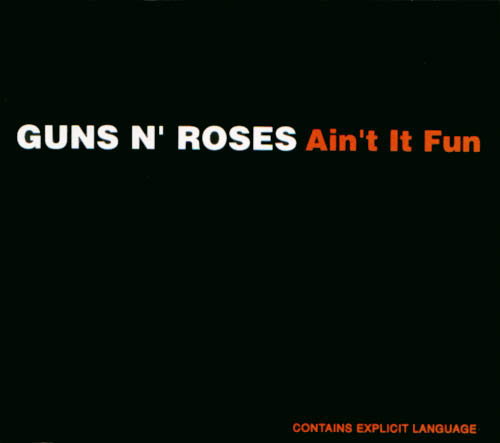
Artwork pour "Ain't It Fun", reprise par Guns N' Roses en 1993.

Ain't It Fun est une chanson de punk rock écrite par Peter Laughner et Gene O'Connor (plus connu sous le nom de Cheetah Chrome) et jouée par leur groupe protopunk Rocket from the Tombs. La chanson est enregistrée en studio pour la première fois par le groupe suivant de O'Connor, The Dead Boys, pour l'album de 1978 We Have Come for Your Children.

## Historique
La chanson est écrite par Peter Laughner et Gene O'Connor (plus connu sous le nom de Cheetah Chrome) et jouée par leur groupe protopunk Rocket from the Tombs. La chanson est enregistrée en studio pour la première fois par le groupe suivant de O'Connor, The Dead Boys, pour l'album de 1978 We Have Come for Your Children.

## Textes
La chanson utilise l'ironie, pour décrier l'égoïsme et l'hédonisme et leurs conséquences. 

## Reprises
La chanson est devenue un hymne punk. En 1993, la chanson est reprise par le groupe américain de hard rock Guns N' Roses sur l'album The Spaghetti Incident?. Cette reprise sort aussi sous forme de single et est incluse sur le Greatest Hits de 2004. Michael Monroe du groupe Hanoi Rocks chante la chanson avec Axl Rose.
Lorsque Rocket from the Tombs se reforme en 2003, ils enregistrent la chanson et la sortent sur leur premier album, Rocket Redux. Rollins Band a aussi repris la chanson sur l'album A Nicer Shade of Red. The Lords of Altamont ont repris la chanson sur leur album de 2011 Midnight to 666.